# Ayasa Ōtsuka
Pour les articles homonymes, voir Otsuka.
Pas d'image ? Cliquez ici

a Compétitions nationales et continentales officielles uniquement.

b Matchs officiels uniquement.
Ayasa Ōtsuka (大塚 朱紗, Ōtsuka Ayasa), née le 5 mai 1999, est une joueuse internationale japonaise de rugby à XV évoluant au poste de demi d'ouverture.

## Biographie
Ayasa Ōtsuka naît le 5 mai 1999.
En 2022, elle joue pour le club du RKU Rugby Ryugasaki Grace (ja) dans la préfecture d'Ibaraki. Elle a déjà dix sélections en équipe du Japon quand elle est retenue en septembre 2022 pour disputer, sous les couleurs de son pays, la Coupe du monde en Nouvelle-Zélande.
En juillet 2025, comptant désormais 35 capes en équipe nationale, elle est à nouveau retenue pour la Coupe du monde.